# Kaspar Taimsoo
Kaspar Taimsoo (Paide, 30 de abril de 1987) é um remador estoniano, medalhista olímpico.

## Carreira
Taimsoo competiu nos Jogos Olímpicos de 2008, 2012 e 2016, sempre no skiff quádruplo. Em sua primeira aparição, em Pequim, finalizou em nono lugar geral com equipe da Estônia. Em Londres, novamente esteve com o quarteto estoniano, melhorando o desempenho de oito anos antes e terminando próximo do pódio, em quarto lugar. No Rio de Janeiro, em 2016, finalmente ficou entre as três primeiras posições, conquistando a medalha de bronze.